# Họ Cá sấu mõm dài
Họ Cá sấu mõm dài (Gavialidae) là một họ bò sát trong bộ Cá sấu (Crocodilia). Họ này hiện nay chỉ chứa 2 loài cá sấu mõm dài (gharial) còn sinh tồn là cá sấu Ấn Độ (Gavialis gangeticus) và cá sấu Mã Lai (Tomistoma schlegelii), nằm trong hai chi độc loài của chính chúng. Chúng là loài bản địa của Ấn Độ và bán đảo Mã Lai.
Hai loài này là các loài bò sát lớn sống bán thủy sinh, tương tự như các loài cá sấu của họ Crocodylidae, nhưng mõm của chúng mảnh dẻ hơn. Chiếc mõm mảnh dẻ hơn này được sử dụng để bắt cá, do quai hàm của chúng thiếu sức mạnh cần thiết để bắt giữ các loài thú lớn hơn làm con mồi như ở các loài có cùng kích thước của hai họ Crocodylidae và Alligatoridae.

## Phân loại
Họ GAVIALIDAE
- Phân họ Gavialinae
  - Chi Gavialis
    - Gavialis gangeticus, cá sấu sông Hằng hay cá sấu Ấn Độ
- Phân họ Tomistominae
  - Chi Tomistoma
    - Tomistoma schlegelii, cá sấu Ấn Độ giả hay cá sấu Mã Lai
    - †Tomistoma lusitanica
    - †Tomistoma cairense

  - Chi †Eogavialis
    - †Eogavialis africanus
    - †Eogavialis andrewsi

  - Chi †Kentisuchus
  - Chi †Gavialosuchus
  - Chi †Paratomistoma
  - Chi †Thecachampsa
  - Chi †Rhamphosuchus
  - Chi †Toyotamaphimeia
- Phân họ †Gryposuchinae
  - Chi †Aktiogavialis
  - Chi †Gryposuchus
  - Chi †Ikanogavialis
  - Chi †Siquisiquesuchus
  - Chi †Piscogavialis
  - Chi †Hesperogavialis

† Ký hiệu chỉ các nhóm tuyệt chủng

## Hình ảnh

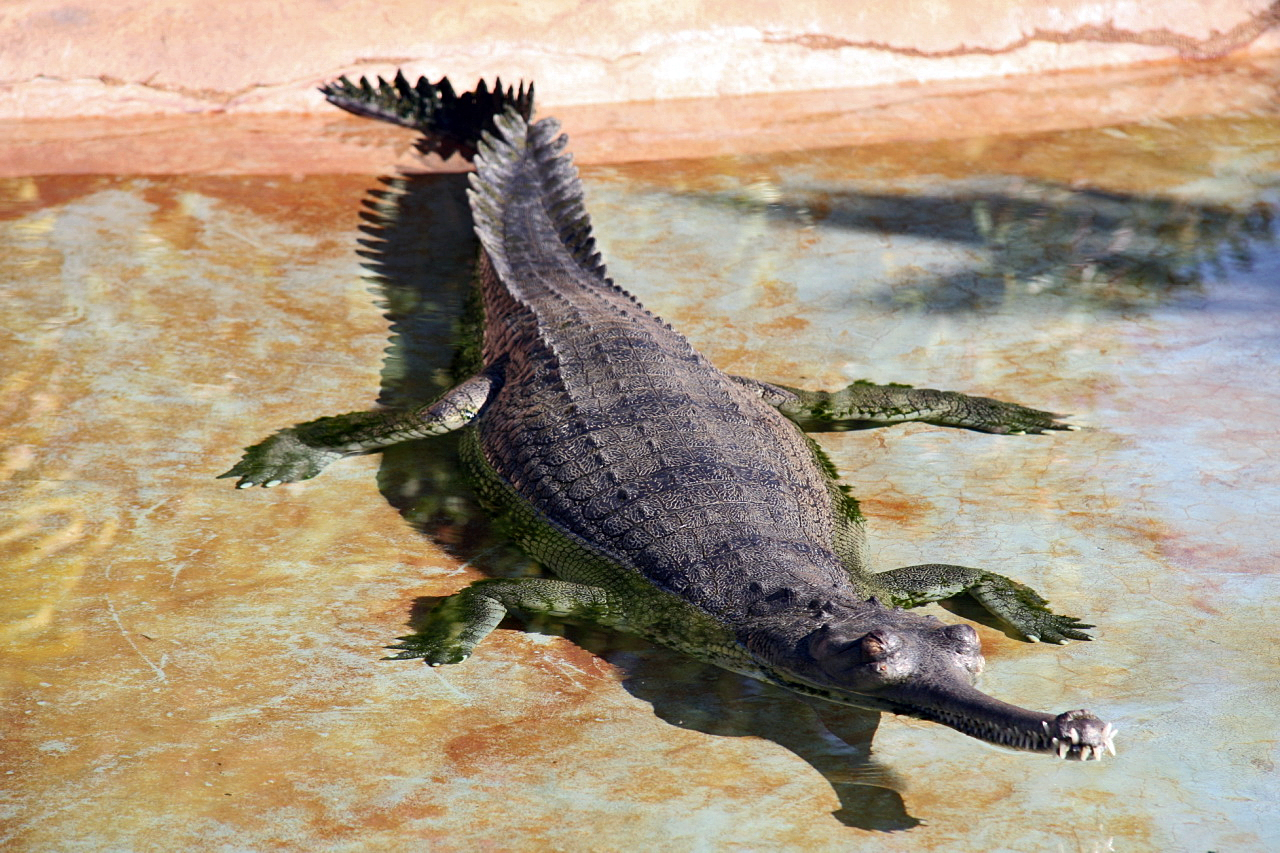
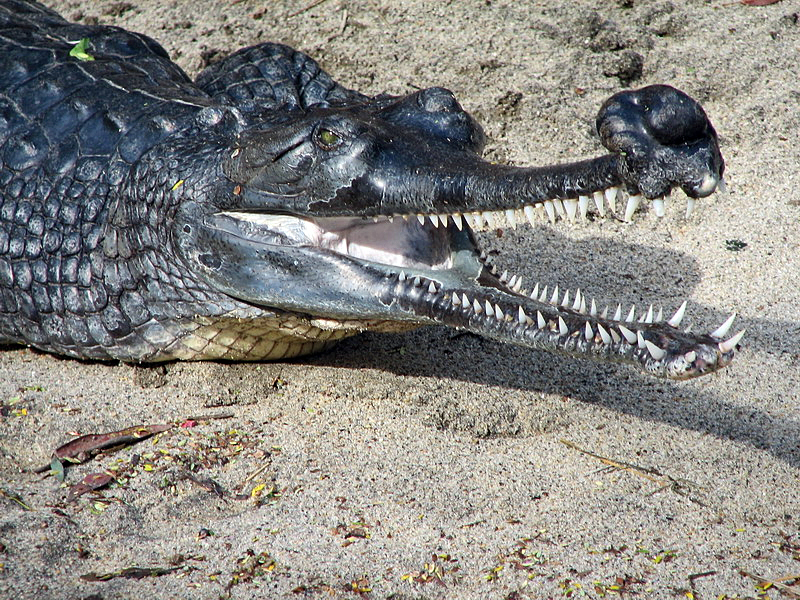
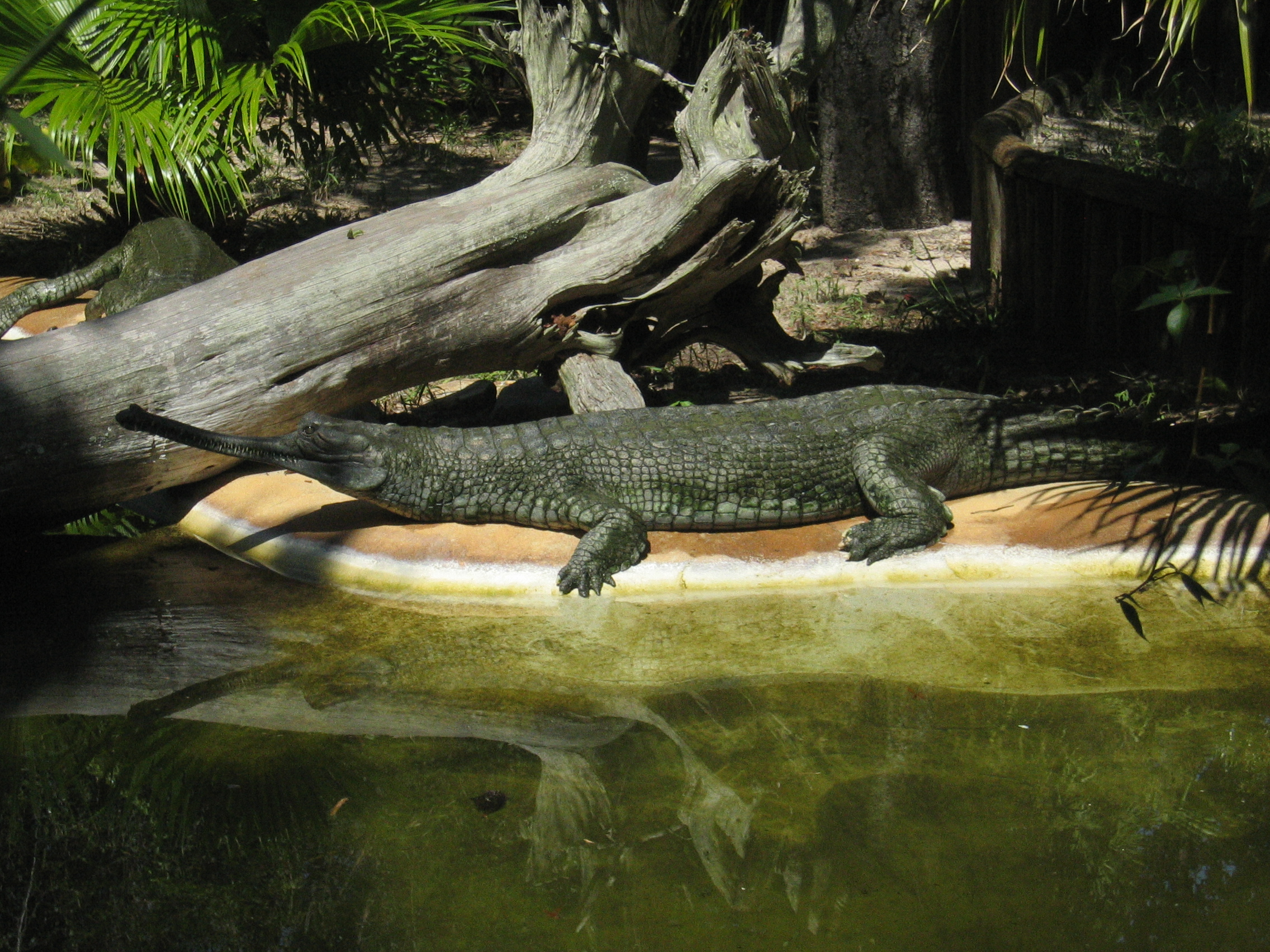
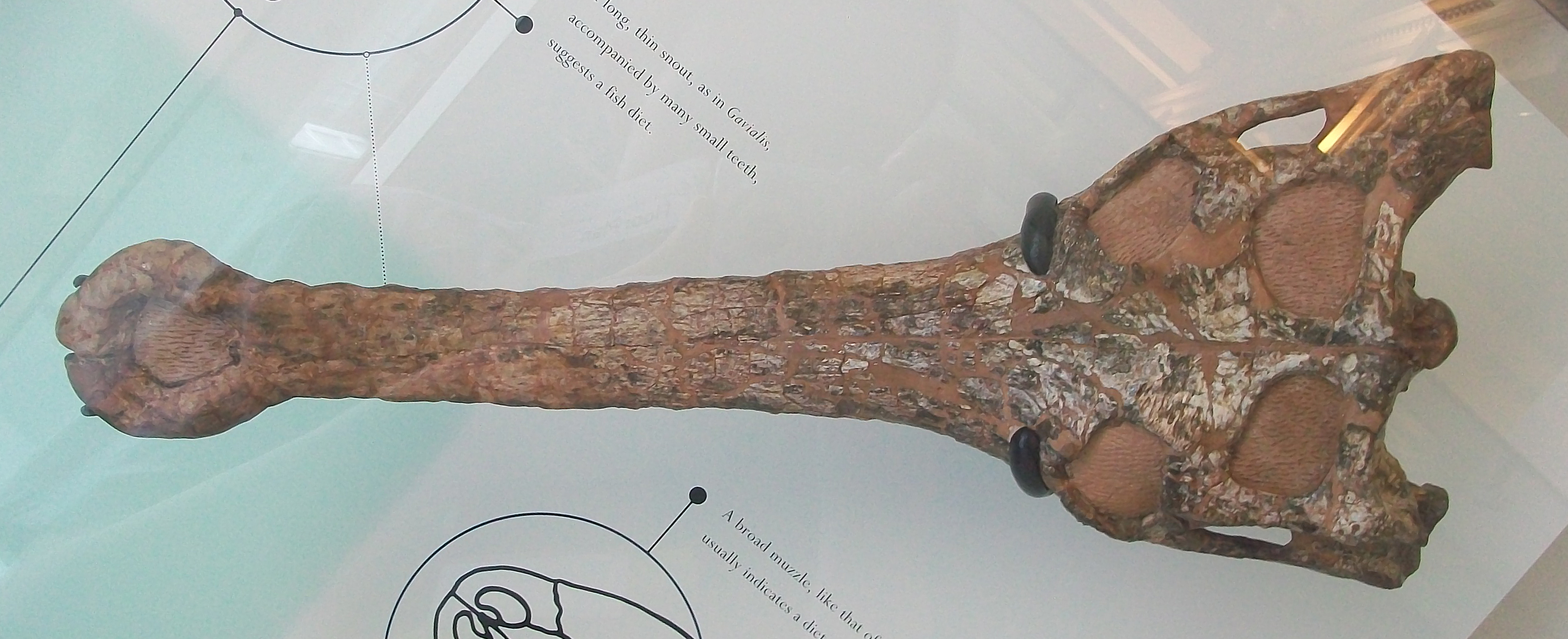
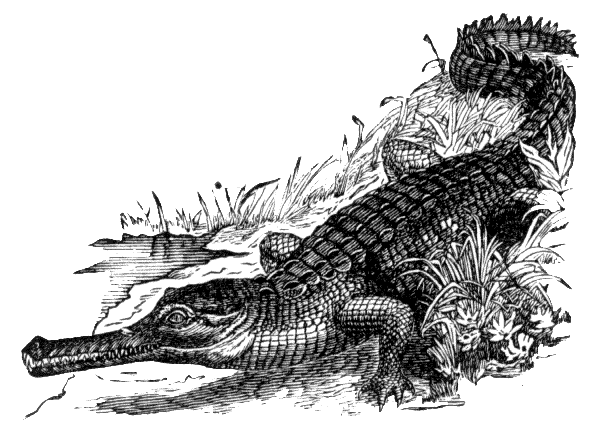